# Jeff Saibene
Jeff Saibene (Lussemburgo, 13 settembre 1968) è un allenatore di calcio ed ex calciatore lussemburghese, tecnico del Servette Under-21.
Ha passato gran parte della sua carriera calcistica in Svizzera.

## Carriera

### Giocatore

#### Club
Iniziò la sua carriera in uno dei club della capitale lussemburghese, l'Union Luxembourg, dove restò per una stagione. Nel 1986 giocò in Belgio per lo Standard Liegi, club per il quale ha segnato molte reti. Nel 1989 lascia il Belgio per raggiungere la Svizzera: comincia nell'Aarau, e ci rimane per quattro stagioni. Successivamente gioca per il BSC Old Boys per una stagione. Nel 1994 passa al FC Monthey, e anche qui rimane una sola stagione. Nel 1995 ritorna all'Aarau e ci rimane fino al 1998. Nel 1999 gioca per il Locarno. Termina la sua carriera in Lussemburgo nel 2002, con la maglia dello Swift Hesperange.

#### Nazionale
Giocò per la Nazionale lussemburghese dal 1986 fino al 2001, disputando 64 partite e giocando inoltre 27 partite di qualificazione per i Mondiali. La sua ultima partita in Nazionale è quella giocata nell'ottobre del 2001 contro la Serbia, match che il Lussemburgo perse per 1-0.

### Allenatore
La sua carriera da allenatore iniziò in Svizzera, nel club per il quale ha giocato per tanti anni, l'Aarau. Successivamente lasciò il club per tornare nel suo paese natale, e fu contattato dalla FLF. Divenne allora allenatore dell'Under-21 lussemburghese. Ancora sotto contratto con la FLF, nel marzo 2011 accetta l'offerta del San Gallo, militante nella Super League svizzera, che per "liberarlo" dovette versare una clausola alla FLF. Dopo quattro stagioni, nel 2015 viene ingaggiato dal Thun che lascia, dopo due stagioni, il 19 marzo 2017 per approdare in seconda divisione tedesca all'Arminia Bielefeld. Nel 2018 viene esonerato a vantaggio dell’allenatore tedesco Uwe Neuhaus.

## Statistiche

### Statistiche da allenatore
Statistiche aggiornate al 20 agosto 2024.
| Stagione                 | Squadra                  | Campionato               | Campionato | Campionato | Campionato | Campionato | Coppe nazionali | Coppe nazionali | Coppe nazionali | Coppe nazionali | Coppe nazionali | Coppe continentali | Coppe continentali | Coppe continentali | Coppe continentali | Coppe continentali | Altre coppe | Altre coppe | Altre coppe | Altre coppe | Altre coppe | Totale | Totale | Totale | Totale | % Vittorie | Piazzamento      |
| Stagione                 | Squadra                  | Comp                     | G          | V          | N          | P          | Comp            | G               | V               | N               | P               | Comp               | G                  | V                  | N                  | P                  | Comp        | G           | V           | N           | P           | G      | V      | N      | P      | %          | Piazzamento      |
| ------------------------ | ------------------------ | ------------------------ | ---------- | ---------- | ---------- | ---------- | --------------- | --------------- | --------------- | --------------- | --------------- | ------------------ | ------------------ | ------------------ | ------------------ | ------------------ | ----------- | ----------- | ----------- | ----------- | ----------- | ------ | ------ | ------ | ------ | ---------- | ---------------- |
| mar.-mag. 2007           | Thun                     | SL                       | 14         | 6          | 1          | 7          | CS              | -               | -               | -               | -               | -                  | -                  | -                  | -                  | -                  | -           | -           | -           | -           | -           | 14     | 6      | 1      | 7      | 42,86      | Sub. 7°          |
| lug.-ott. 2009           | Aarau                    | SL                       | 12         | 1          | 2          | 9          | CS              | 1               | 1               | 0               | 0               | -                  | -                  | -                  | -                  | -                  | -           | -           | -           | -           | -           | 13     | 2      | 2      | 9      | 15,38      | Eson             |
| mar.-mag. 2011           | San Gallo                | SL                       | 13         | 3          | 5          | 5          | CS              | -               | -               | -               | -               | -                  | -                  | -                  | -                  | -                  | -           | -           | -           | -           | -           | 13     | 3      | 5      | 5      | 23,08      | Sub. 10° (retr.) |
| 2011-2012                | San Gallo                | CL                       | 30         | 19         | 7          | 4          | CS              | 4               | 3               | 1               | 0               | -                  | -                  | -                  | -                  | -                  | -           | -           | -           | -           | -           | 34     | 22     | 8      | 4      | 64,71      | 1° (prom.)       |
| 2012-2013                | San Gallo                | SL                       | 36         | 17         | 8          | 11         | CS              | 3               | 2               | 0               | 1               | -                  | -                  | -                  | -                  | -                  | -           | -           | -           | -           | -           | 39     | 19     | 8      | 12     | 48,72      | 3°               |
| 2013-2014                | San Gallo                | SL                       | 36         | 11         | 12         | 13         | CS              | 4               | 3               | 0               | 1               | UEL                | 8                  | 3                  | 1                  | 4                  | -           | -           | -           | -           | -           | 48     | 17     | 13     | 18     | 35,42      | 7°               |
| 2014-2015                | San Gallo                | SL                       | 36         | 13         | 8          | 15         | CS              | 5               | 4               | 0               | 1               | -                  | -                  | -                  | -                  | -                  | -           | -           | -           | -           | -           | 41     | 17     | 8      | 16     | 41,46      | 6°               |
| lug-ago. 2015            | San Gallo                | SL                       | 7          | 2          | 1          | 4          | CS              | 1               | 1               | 0               | 0               | -                  | -                  | -                  | -                  | -                  | -           | -           | -           | -           | -           | 8      | 3      | 1      | 4      | 37,50      | Dimis.           |
| Totale San Gallo         | Totale San Gallo         | Totale San Gallo         | 158        | 65         | 41         | 52         |                 | 17              | 13              | 1               | 3               |                    | 8                  | 3                  | 1                  | 4                  |             |             |             |             |             | 183    | 81     | 43     | 59     | 44,26      |                  |
| ott. 2015-2016           | Thun                     | SL                       | 25         | 8          | 9          | 8          | CS              | 2               | 1               | 0               | 1               | -                  | -                  | -                  | -                  | -                  | -           | -           | -           | -           | -           | 27     | 9      | 9      | 9      | 33,33      | Sub. 6°          |
| 2016-mar. 2017           | Thun                     | SL                       | 25         | 6          | 9          | 10         | CS              | 1               | 0               | 0               | 1               | -                  | -                  | -                  | -                  | -                  | -           | -           | -           | -           | -           | 26     | 6      | 9      | 11     | 23,08      | Resc. cons       |
| Totale Thun              | Totale Thun              | Totale Thun              | 64         | 20         | 19         | 25         |                 | 3               | 1               | 0               | 2               |                    |                    |                    |                    |                    |             |             |             |             |             | 67     | 21     | 19     | 27     | 31,34      |                  |
| mar.-mag. 2017           | Arminia Bielefeld        | 2.BL                     | 9          | 3          | 5          | 1          | CG              | -               | -               | -               | -               | -                  | -                  | -                  | -                  | -                  | -           | -           | -           | -           | -           | 9      | 3      | 5      | 1      | 33,33      | Sub. 15°         |
| 2017-2018                | Arminia Bielefeld        | 2.BL                     | 34         | 12         | 12         | 10         | CG              | 1               | 0               | 0               | 1               | -                  | -                  | -                  | -                  | -                  | -           | -           | -           | -           | -           | 35     | 12     | 12     | 11     | 34,29      | 4°               |
| ago.-dic. 2018           | Arminia Bielefeld        | 2.BL                     | 16         | 3          | 6          | 7          | CG              | 2               | 1               | 0               | 1               | -                  | -                  | -                  | -                  | -                  | -           | -           | -           | -           | -           | 18     | 4      | 6      | 8      | 22,22      | Eson.            |
| Totale Arminia Bielefeld | Totale Arminia Bielefeld | Totale Arminia Bielefeld | 59         | 18         | 23         | 18         |                 | 3               | 1               | 0               | 2               |                    |                    |                    |                    |                    |             |             |             |             |             | 62     | 19     | 23     | 20     | 30,65      |                  |
| 2019-mar. 2020           | Ingolstadt 04            | 3.L                      | 27         | 11         | 9          | 7          | BT-P+CG         | 3+1             | 2+0             | 1+0             | 0+1             | -                  | -                  | -                  | -                  | -                  | -           | -           | -           | -           | -           | 9      | 3      | 5      | 1      | 33,33      | Eson.            |
| ott. 2020-gen. 2021      | Kaiserslautern           | 3.L                      | 20         | 3          | 12         | 5          | CG              | -               | -               | -               | -               | -                  | -                  | -                  | -                  | -                  | -           | -           | -           | -           | -           | 20     | 3      | 12     | 5      | 15,00      | Sub. eson.       |
| 2021-2022                | RU Luxembourg            | DN                       | 30         | 15         | 4          | 11         | CL              | 6               | 6               | 0               | 0               | UECL               | 2                  | 0                  | 0                  | 2                  | -           | -           | -           | -           | -           | 38     | 21     | 4      | 13     | 55,26      | 7°               |
| set. 2022-apr. 2023      | Neuchâtel Xamax          | CL                       | 24         | 3          | 10         | 11         | CS              | 1               | 0               | 0               | 1               | -                  | -                  | -                  | -                  | -                  | -           | -           | -           | -           | -           | 25     | 3      | 10     | 12     | 12,00      | Sub. dimis.      |
| Totale carriera          | Totale carriera          | Totale carriera          | 394        | 136        | 120        | 138        |                 | 35              | 24              | 2               | 9               |                    | 10                 | 3                  | 1                  | 6                  |             |             |             |             |             | 439    | 163    | 123    | 153    | 37,13      |                  |

## Palmarès

### Giocatore
- Coppa del Lussemburgo: 1

Union Luxembourg: 1985-1986
- Campionato svizzero: 1

Aarau: 1992-1993

### Allenatore
- Campionato di Lega Nazionale B/Challenge League: 1

San Gallo: 2011-2012
- Coppa del Lussemburgo: 1

Racing Union Luxembourg: 2021-2022